# Jugoslaviska mästerskapet i fotboll 1929
Jugoslaviska mästerskapet i fotboll 1929 vanns av Hajduk Split.
Bosniska klubben SAŠK upplöstes inför säsongen, och antalet lag bantades ner till fem, alla serbiska eller kroatiska. 1929 var också året då dubbelserie tillämpades för första gången.

## Kval
En nyhet denna säsong var att inget lag var direktkvalificerat.
Representanter:
- Belgrad: BSK Belgrade och SK Jugoslavija
- Zagreb: HAŠK och Građanski Zagreb
- Ljubljana: Primorje Ljubljana
- Osijek: Hajduk Osijek
- Sarajevo: Slavija
- Skoplje: Pobeda Skoplje
- Split: Hajduk Split
- Subotica: SAND Subotica

Kvalificeringsomgång:
- BSK – Pobeda Skoplje 17:2 , 0:1
- SAND – Jugoslavija 0:1 , 1:3
- HAŠK – Hajduk Osijek 1:1 , 3:0
- Primorje – Građanski Zagreb 1:3 , 0:4
- Hajduk Split – Slavija Sarajevo 2:1 , 2:1

Första matchen spelades 2 juni 1929, och andra matchen den 9 juni samma år.

## Tabell
| Placering | Klubb            | Spelade matcher | Vinster | Oavgjorda | Förluster | Gjorda mål | Insläppta mål | Målskillnad | Poäng |
| --------- | ---------------- | --------------- | ------- | --------- | --------- | ---------- | ------------- | ----------- | ----- |
| 1         | Hajduk Split     | 8               | 5       | 2         | 1         | 25         | 15            | +10         | 12    |
| 2         | BSK              | 8               | 4       | 2         | 2         | 18         | 16            | +2          | 10    |
| 3         | SK Jugoslavija   | 8               | 3       | 2         | 3         | 14         | 10            | +4          | 8     |
| 4         | HAŠK             | 8               | 3       | 1         | 4         | 15         | 15            | 0           | 7     |
| 5         | Građanski Zagreb | 8               | 1       | 1         | 6         | 8          | 24            | -16         | 3     |

### Mästarna
Hajduk Split (tränare: Luka Kaliterna)

Bartul Čulić
Janko Rodin
Ivan Montana
Veljko Poduje
Miroslav Dešković
Marko Mikačić
Šime Poduje
Veljko Radić
Ljubo Benčić
Branko Bakotić
Antun Bonačić
Leo Lemešić

### Fotnoter
1. ↑  Milorad Sijić, "Fudbal u Kraljevini Jugoslaviji", pags. 59-61